# Koji Homma
Koji Homma (født 27. april 1977) er en japansk fodboldspiller, som spiller for den japanske fodboldklub Mito HollyHock.